# Maffeo Gherardi
Maffeo Gherardi (ur. ok. 1406 w Wenecji – zm. 14 września 1492 w Terni) – włoski kardynał, patriarcha Wenecji.
Pochodził z Wenecji ze szlacheckiej rodziny. W młodości wstąpił do zakonu kamedułów. Przez prawie 20 lat był opatem klasztoru S. Michele di Murano w diecezji Torcello, a następnie został przełożonym generalnym zakonu kamedułów. W kwietniu 1466 Senat Republiki Weneckiej jednogłośnie wybrał go na stanowisko patriarchy Wenecji. Papież Paweł II zatwierdził tę nominację dopiero w grudniu 1468. W 1489 Innocenty VIII kreował go kardynałem in pectore, jego nominacja została ujawniona dopiero w okresie sediswakancji po śmierci tego papieża. Za sprawą kardynała Orsiniego, a po części dzięki rekomendacji ze strony władz Republiki Wenecji, został jednak dopuszczony do udziału w konklawe 1492. Początkowo popierał partię kardynała Giuliano della Rovere i głosował na kardynała da Costę, jednak pod presją kardynała Ascanio Sforzy zmienił zdanie i poparł Rodrigo Borgię (jego głos okazał się kluczowy dla zwycięstwa Borgii). Zmarł miesiąc po konklawe w drodze powrotnej z Rzymu do Wenecji, prawdopodobnie śmiercią naturalną, choć niewykluczone, że został otruty na rozkaz ambasadora weneckiego, władze Republiki były bowiem przeciwne wyborowi Hiszpana na Stolicę Apostolską.